# Nicanor Pérez i Ferràndiz
Nicanor Pérez i Ferràndiz (Barcelona, 28 de gener del 1891 - Manresa, 30 de novembre del 1957) va ser un compositor, pianista i mestre de música invident manresà.

## Biografia
De molt petit demostrà grans qualitats per a la música i es formà musicalment amb Eusebi Bosch i Humet a l'"Escola Municipal de Cegos" de Barcelona, ciutat on també fundà la societat coral Les Corts. Ben aviat, però, es traslladà a viure a Manresa, on acabà deixant un gran record. El 1916 va fundar l'"Acadèmia Santa Cecília" (encara en actiu el 1928). Amb altres músics actuà, el gener de 1930, en l'emissió de prova de Ràdio Club Manresa. Feu de professor de piano, col·laborà amb articles biogràfics a la "Societat Coral Sant Josep" i fou corresponsal de la revista Ràdio Catalana. Entre els seus alumnes de música tingué el futur compositor i també professor Simó Piqué i Martí.
Compongué peces per a piano, la majoria de caràcter religiós, sardanes, música sacra (trisagis, goigs i rosaris) i obres per a l'escena com L'aplec de l'olla i El miracle de Sant Francesc. La seva família va cedir el 2008 el seu fons musical a l'Arxiu Comarcal del Bages.
Al 21 de febrer del 1949, i quan era delegat a Manresa de l'ONCE, la ciutat li dedicà un gran homenatge.

## Obres
- Amor desconegut (1908), sarsuela en un acte amb lletra de Josep Novellas, estrenada a la Casa Vicens de les Corts (Barcelona)[9]
- Añoranza (1926), cançó
- L'aplec de l'olla (1920), sarsuela amb llibret de Llamp-Brocs (pseudònim de Sixte Rebordosa i Comas)[10]
- La cançó del mariner, enregistrada en disc de gramòfon per la cantant Enriqueta Mas[11]
- La corte de Abderramán II, suite oriental, per a orquestra
- La gesta del Bruch (1928), amb llibret de Josep Vilà i Ortonobes
- Goigs a llaor de Santa Isabel, reina de Portugal, patrona dels perfumistes de la ciutat de Manresa, amb lletra d'Andreu de Palma de Mallorca
- Goigs de Nostra Senyora de Queralt
- Himne d'infants (1924), per a veu i piano, amb lletra de Ramon Torrents i Roca
- Llegenda de Nadal (1929), amb llibret de Josep Vilà i Ortonobes
- El miracle de Sant Francesc (1927), teatre per a infants amb música de Pérez i lletra de Marc Miravitllas i Solà[12]
- Els pallasos (1912), opereta en un acte i dos quadres amb música de Josep Novellas
- Rumba militar (1920)[10]
- Tierra sin flores (1929), obra lírica en un acte i tres quadres, amb llibret de Ramon Torrents i música de Nicanor Pérez i Francesc Juanola i Reixach[13]

### Sardanes
- Aromes del Queralt, sardana coral, enregistrada repetidament[disc 1]
- Barcelona, amb lletra de Ramon Torrents
- Davant la Verge nena
- Del teler a l'altar (1948), dedicada a Sant Antoni Maria Claret
- Font-Romeu
- Montserrat (1949), enregistrada[disc 2]
- Nit de Sant Joan, amb lletra de Ramon Torrents
- Paquita
- La sardana de Manresa (1927), enregistrada, amb lletra de Lluís Mas i Pons[14]
- Sardana dels vells, amb lletra d'Ignasi Mas i Pons, enregistrada[disc 3]
- Sense llum

### Enregistraments
1. ↑  LP Cobla Joventut de Berga. Sardanes del Berguedà.  Barcelona: Foc Nou, 1986.
DC Cobla Selvatana. Cim d'Estela 50 anys, 1956-2006.  Manresa: CK Music, 2006.
Pescadors de l'Escala. La Rosa dels Vents.  Barcelona: Horus, 1997. Arxivat 2016-03-03 a Wayback Machine.
2. ↑  DC La Principal de la Bisbal. Foment de la Sardana de l'agrupació Cultural del Bages 1907-2007.  Barcelona: Audiovisuals de Sarrià, 2007.
3. ↑  Single Cobla Bages. Societat Coral Unió Manresana.  Barcelona: Edigsa, 1973. Conté les sardanes cantades La sardana de Manresa i Sardana dels vells (EDIGSA CM 274 SG)